# 杜普林縣 (北卡羅萊納州)
杜普林县（英語：Duplin County）是美國北卡羅萊納州東南部的一個縣。面積2,121平方公里。根据美國2000年人口普查，共有人口49,063人。縣治基南斯維爾（Kenansville）。
成立於1749年3月17日。縣名紀念英國下議院議員湯瑪斯·海，第九代琴娜伯爵（Thomas Hay, 9th Earl of Kinnoull）。